# Grön malmätare
Grön malmätare (Pasiphila rectangulata) är en fjärilsart som först beskrevs av Carl von Linné 1758.  Grön malmätare ingår i släktet Pasiphila, och familjen mätare. Arten är reproducerande i Sverige.

## Bildgalleri

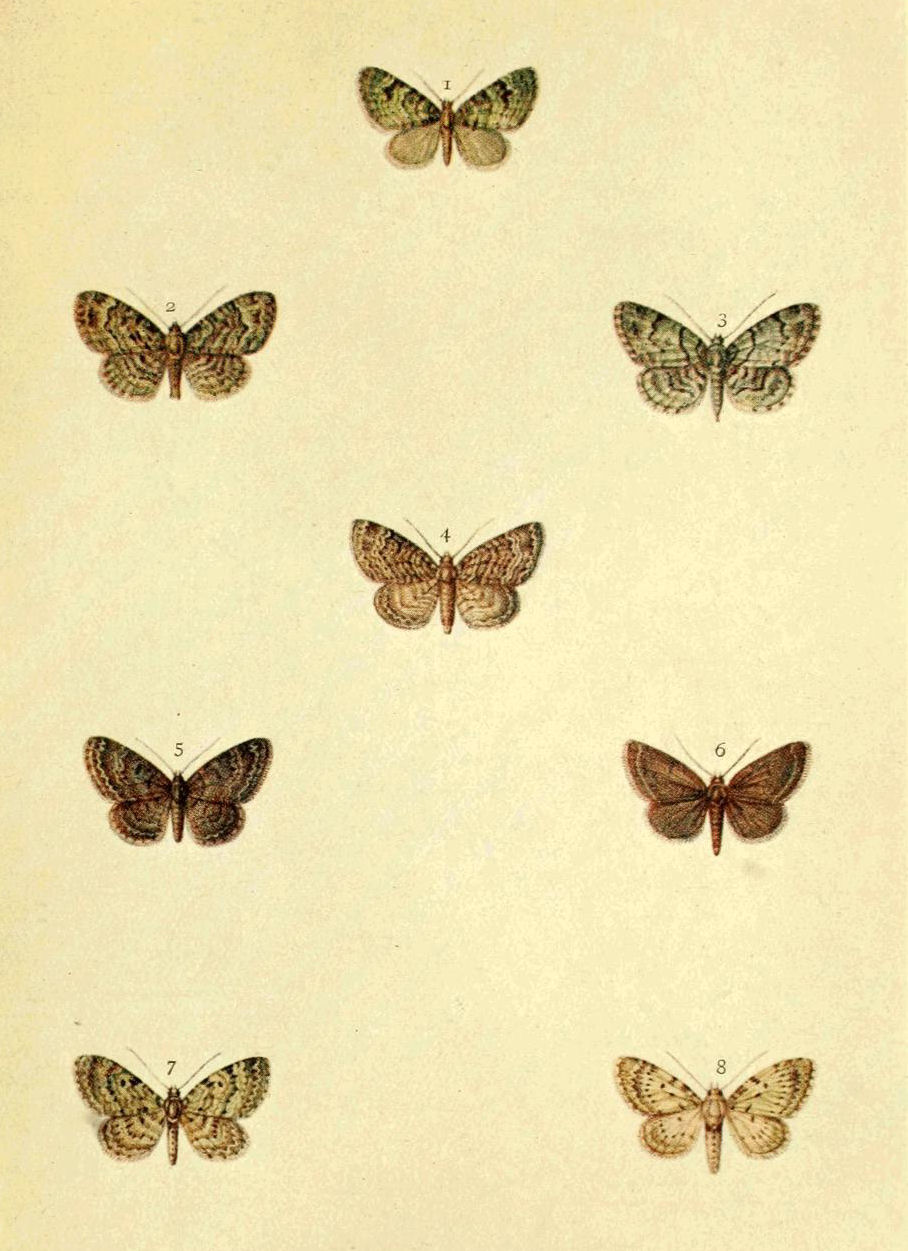
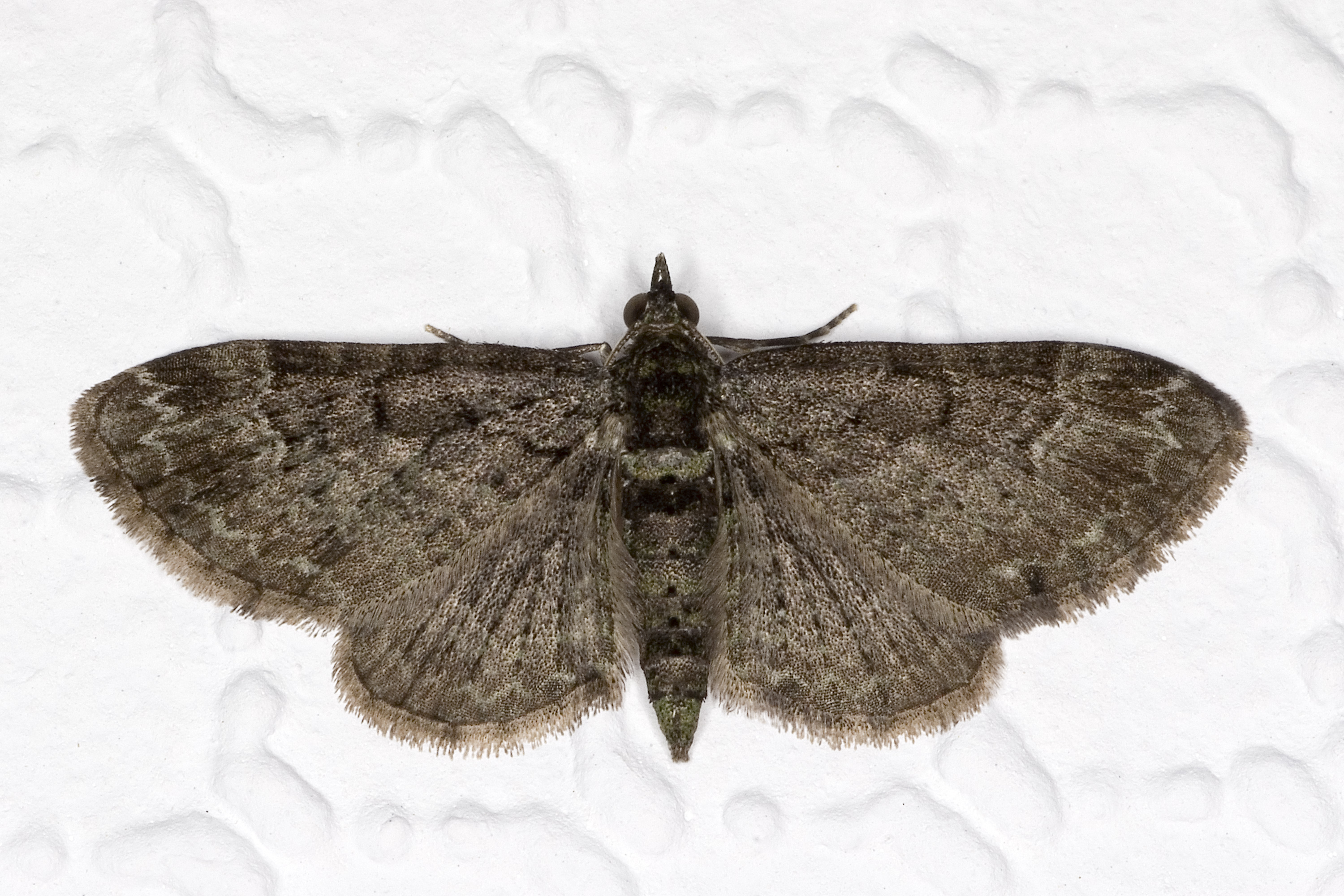
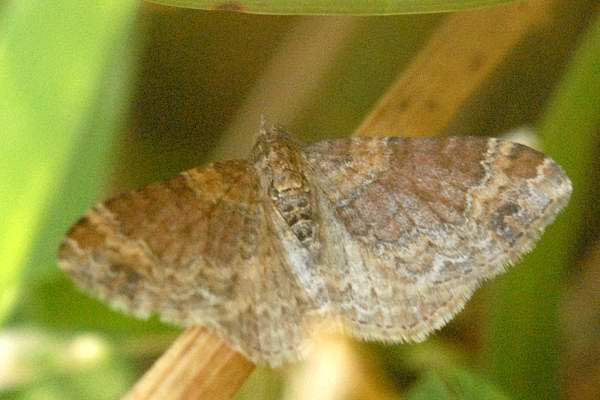
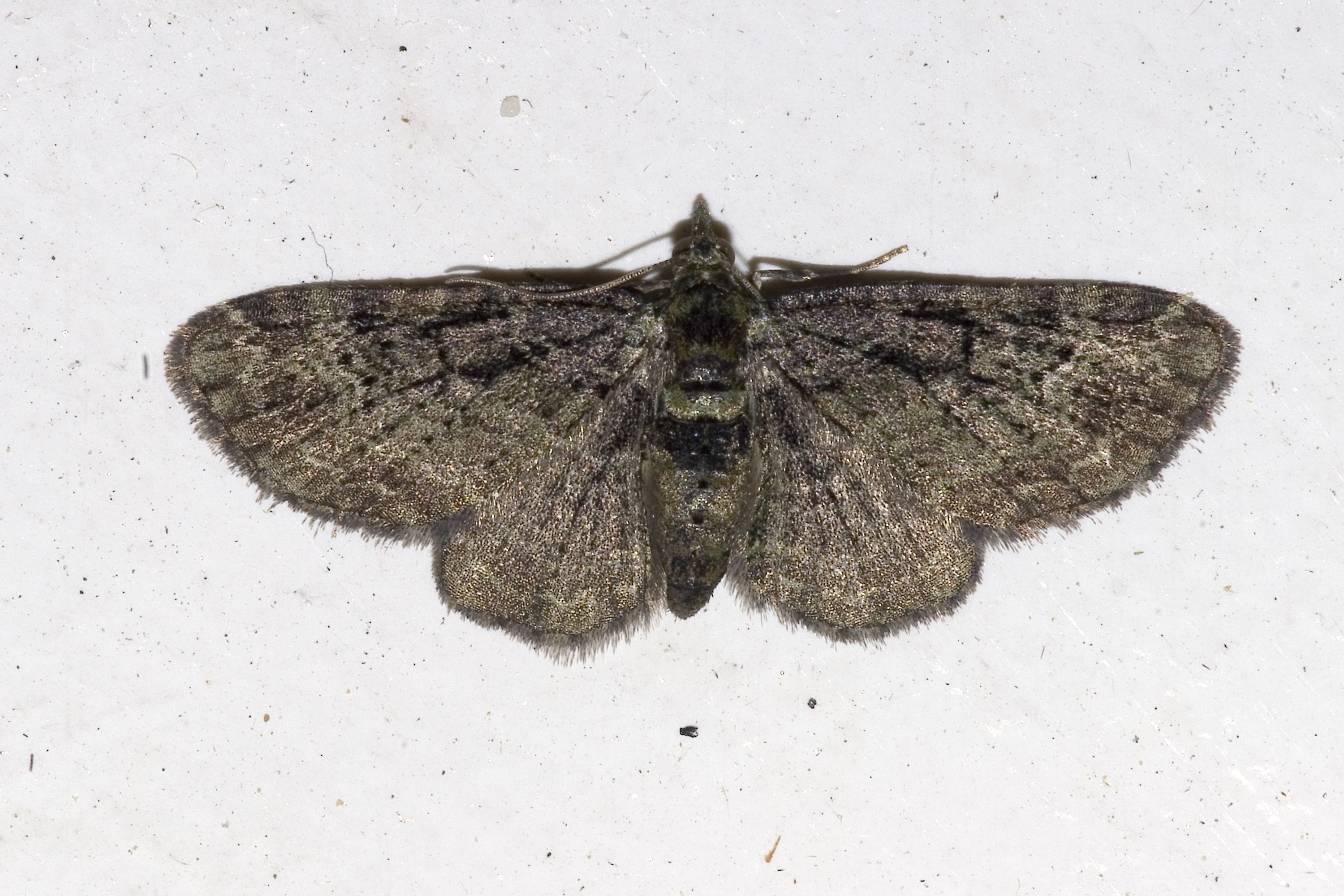